# Green River (rivier)
De Green River is een 1175 km lange rivier die door de Amerikaanse staten Wyoming, Utah en Colorado stroomt. De rivier ontspringt in de Wind River Range, een bergrug van de Rocky Mountains. Hij mondt uit in de rivier de Colorado in het Canyonlands National Park. Hij doorsnijdt enkele spectaculaire canyons.
Het Flaming Gorge Reservoir ontstond door de bouw van de Flaming Gorge Dam op de Green River.
- Library of Congress Control Number: sh85057223
- Nationale Bibliotheek van Tsjechië: ge1147797
- Nationale Bibliotheek van Israël: 987007540901405171